# Monoprix

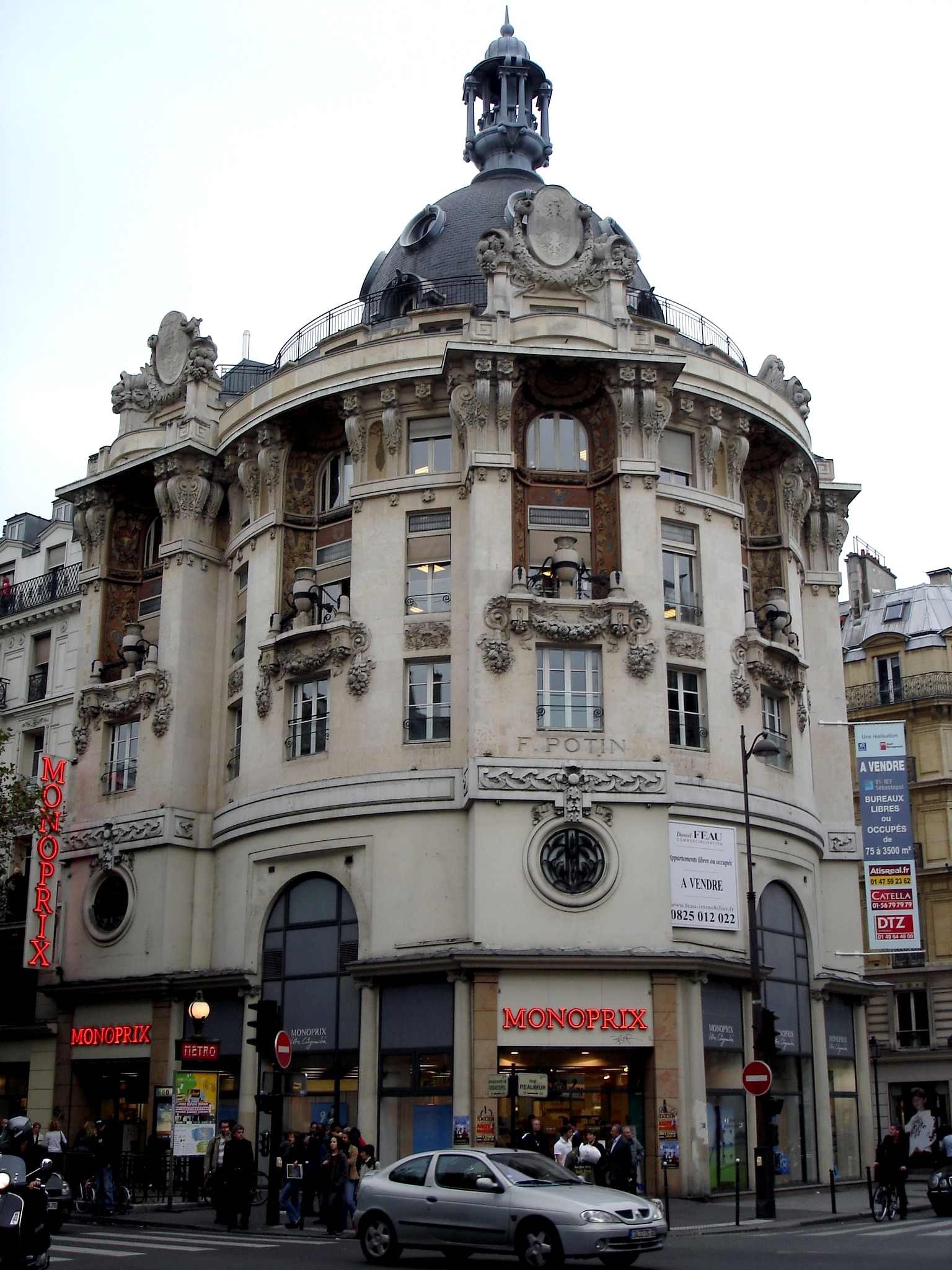
Paris, Rue Réaumur 51 – Monoprix-Supermarkt in der ehemaligen Ladenkette des Félix Potin

Monoprix S. A. [mɔnɔpʁi] ist eine große französische Warenhauskette mit Hauptsitz in Clichy. Gegründet wurde sie im Jahr 1932 von Théophile Bader und Max Heilbronn.

## Geschichte
Gründer waren der Kaufmann Théophile Bader und sein Schwiegersohn Max Heilbronn, denen das Pariser Kaufhaus Galeries Lafayette gehörte. Seit seiner Gründung im Jahre 1893 stieg das Kaufhaus zu den führenden Häusern in Paris auf und dehnte sich baulich weiter aus. Nachdem der Pariser Warenhauskonkurrent Printemps am 1. Dezember 1931 mit der Warenhauskette „Prisunic“ begann, eröffneten Bader und  Heilbronn am 29. Oktober 1932 den ersten Monoprix-Laden in Rouen. Sie nannten ihn Monoprix (französisch einheitlicher Preis), weil sie planten, in der späteren Ladenkette Einheitspreise für ihr Warensortiment anzubieten. Im Jahre 1938 wuchs die Kette auf 38 Läden, 1940 bestand sie bereits aus 44 Geschäften.
Im Jahre 1947 brachte Monoprix Eigenmarken ins Sortiment, 1950 kam ein Bücherservice hinzu, 1990 kam „Monoprix Vert“ (französisch Monoprix Grün) auf den Markt, 1994 folgten Bioprodukte. Im Jahre 1997 kaufte Monoprix die aus 132 Läden bestehende Kette ihres Hauptkonkurrenten „Prisunic“, die sie im März 2003 schloss. Durch den Kauf von „Prisunic“ erwarb die französische Groupe Casino 21,6 % der Monoprix-Aktien, die sie im Juni 2012 auf 50 % aufstockte. Im Jahre 2000 startete der Konzern die hochpreisige Kette monop’, es folgten monop’beauty (Kosmetik; 2005) und monop’daily (Schnellimbiss; 2007). 2018 übernahm das Unternehmen den Online-Versandhändler Sarenza.

## Unternehmen
Monoprix ist mit 536 Läden in über 200 Städten Frankreichs vertreten (in 85 % aller Städte mit über 50.000 Einwohnern) und hat 21.000 Beschäftigte, die einen Umsatz von 4,2 Mrd. Euro von täglich 800.000 Kunden erwirtschafteten (2013). Dazu gibt es 5 Läden in Luxemburg. Weitere Auslandsstandorte bestehen nicht. Im Juli 2013 übernahm die Groupe Casino die restlichen 50 % von Lafayette und ist somit alleiniges Mutterunternehmen von Monoprix.